# Centro de Tecnologia da Universidade Federal do Rio de Janeiro
O Centro de Tecnologia (CT) da Universidade Federal do Rio de Janeiro (UFRJ) compõe unidades de ensino, pesquisa e extensão desta universidade. Esse Centro é sede da Escola Politécnica da Universidade Federal do Rio de Janeiro e da Escola de Química.  É composto por duas unidades e dois órgãos suplementares, tendo um total de 6 400 alunos nos cursos de graduação, 4 500 nos programas de pós-graduação, 500 professores e 600 servidores técnico-administrativos.

## Unidades
O Centro de Tecnologia é composto por duas escolas:
- Escola de Química (EQ)

Essa Escola possui suas atividades concentradas no Bloco E do Centro de Tecnologia.
- Escola Politécnica (Poli)

Essa Escola possui suas atividades nos blocos A, C, D, F, G, H e I do Centro de Tecnologia.

## Órgãos suplementares
- Instituto Alberto Luiz Coimbra de Pós-Graduação e Pesquisa em Engenharia (COPPE)
- Instituto de Macromoléculas Professora Eloisa Mano (IMA)
- Núcleo Interdisciplinar para o Desenvolvimento Social (NIDES)